# Ванагейм

9 світів скандинавської міфології

Ванагейм (ісл. Vanaheimr: країна ванів) – в германо-скандинавській міфології земля Ванів, розташована на захід від Мідгарду і Асгарду. Ванахейм засвідчений в Поетичній Едді, що складена в 13 столітті з більш ранніх традиційних джерел, і Прозовій Едда; обидві написані в XIII столітті Сноррі Стурлусоном.

## Географія
У поетичній Едді і Прозовій Едді Ванагейм описується як місце, де було возвеличено бога Ванів Ньйорда. У нордичній космології Ванагейм вважається одним з Дев'яти Світів.
Згідно Сазі про інглінгів (XIII століття) Ванагейм розташовувався на берегах Чорного моря (ісл. Svartahaf) в Сарматії (Північне Причорномор'я) в районі гирла Танаїсу, який також називався Ванаквісль (ісл. Vanakvísl). На схід від Ванагейму розташовувався Асгард. Між двома країнами відбувалися війни і обмін полоненими. Іншими країнами, сусідніми з Ванагеймом, але які також лежать на захід від Асгарду названі в сагах Країна Саксів (ісл. Saxland, Стародавня Німеччина) і Гардарикі (Русь). 

## Згадки про Ванагейм
У старшій Едді, зокрема у бесіді Одіна з Вафтрудніром про походження бога Ньйорда Ванагейм згадується у наступних рядках:
39 У Ванахеймі
родився той бог,
до асів пішов як заручник;
по гибелі світу
вернеться він
до ванів премудрих. – переклад В. Кривоноса
У 23 розділі Видіння Гюльві також сказано про Ньйорда, але Ванагейм тут фігурує як Країна Ванів: «Він народився в Країні Ванів, але вани віддали його богам як заручника, а від асів в обмін взяли Хьоніра. На цьому аси і вани помирилися». 

## Теорії
У Пророцтвах вьольви (Старша Едда) згадується 9 світів. Генрі Адамс Беллоу вважав, що Ванагейм є одним з цих дев'яти світів описаних вьольвою. Окрім Ванагейму, є ще 8 світів — Асгард, Мідгард, Льюсальвгейм, Йотунгейм, Свартальвгейм, Ніфельгейм, Муспельгейм та, можливо, Ніддавелір.
Зімек стверджує, що Сноррі "безперечно" придумав назву Ванагейм, як аналог Асгарду.

## Сучасна культура
В коміксах Marvel Comics Ванагейм також є одним з дев'яти світів, де проживають  Вани, у тому числі Фрігг, королева Асгарду та мачуха Тора. Ванагейм трапляється в декількох назвах, особливо в сюжетних лініях Тора та Месників. Люди Ванагейму йдуть на війну проти дев'яти царств через відродження старих образ, які спалахнули завдяки демону Сурту.